# Beyond (filme)
Beyond (Brasil: Do Além / Portugal: Do Infinito) é um filme estadunidense dos gêneros drama e thriller, dirigido por Josef Rusnak e estrelado por Jon Voight, Teri Polo e Julian Morris.

## Sinopse
Jon Koski (Jon Voight) é um renomado detetive já perto da aposentadoria que aceita um desafiante caso de criança desaparecida. Para solucionar o mistério ele precisa deixar de lado o preconceito e unir forças com o médium Farley Connors (Julian Morris).

## Elenco
- Jon Voight - Detetive Jon Koski
- Teri Polo - Sarah Noble
- Ben Crowley - Jim Noble
- Chloe Lesslie - Amy Noble
- Dermot Mulroney - Oficial Jack Musker
- Julian Morris - Farley Connors
- Skyler Shaye - Megan
- Brett Baker - Gavin